# Parelloop 1998
De Parelloop 1998 vond plaats op zondag 5 april 1998. Het was de tiende editie van dit evenement. Het evenement werd gesponsord door Liptonice.
De wedstrijd bij de mannen werd gewonnen door de Ethiopiër Worku Bikila in een parcoursrecord van 27.31. Hij had dezelfde finishtijd als de Keniaan Paul Koech. Bij de vrouwen ging de Keniaanse Susan Chepkemei met de hoogste eer strijken. Zij won met een tijd van 32.14. Dit was haar eerste overwinning, want in 2000 zou ze de wedstrijd voor de tweede maal winnen.

## Uitslagen
Mannen
| rang   | naam                | land | tijd  |
| ------ | ------------------- | ---- | ----- |
| Goud   | Worku Bikila        | ETH  | 27.31 |
| Zilver | Paul Koech          | KEN  | 27.31 |
| Brons  | John Gwako          | KEN  | 28.08 |
| 4      | Philip Mosima       | KEN  | 28.30 |
| 5      | Stephen Kiogora     | KEN  | 28.31 |
| 6      | Richard Nerurkar    | ENG  | 28.58 |
| 7      | Mohammed Baket      | PLE  | 29.11 |
| 8      | Fransua Woldemariam | ETH  | 29.32 |
| 9      | Aiduna Aitnafa      | ETH  | 29.34 |
| 10     | Marco Gielen        | NED  | 29.39 |
| 11     | Sander Schutgens    | NED  | 29.46 |
| 13     | Marcel Versteeg     | NED  | 30.06 |
| 14     | Robert Smits        | NED  | 30.14 |
| 15     | Toon Heeren         | NED  | 30.15 |

Vrouwen
| rang   | naam                 | land | tijd  |
| ------ | -------------------- | ---- | ----- |
| Goud   | Susan Chepkemei      | KEN  | 32.14 |
| Zilver | Gabrielle Vijverberg | NED  | 33.47 |
| Brons  | Silvia Kruijer       | NED  | 33.59 |

1989 ·
1990 ·
1991 ·
1992 ·
1993 ·
1994 ·
1995 ·
1996 ·
1997 ·
1998 ·
1999 ·
2000 ·
2001 ·
2002 ·
2003 ·
2004 ·
2005 ·
2006 ·
2007 ·
2008 ·
2009 ·
2010 ·
2011 ·
2012 ·
2013 ·
2014 ·
2015 ·
2016 ·
2017 ·
2018 ·
2019 ·
2020 (afgelast) ·
2021 (afgelast) ·
2022 ·
2023 ·
2024